# Idaea trissosemia
Idaea trissosemia là một loài bướm đêm trong họ Geometridae.